# 依田勉三
依田 勉三（よだ べんぞう、嘉永6年5月15日（1853年6月21日） - 大正14年（1925年）12月12日）は日本の北海道開拓者。北海道開墾を目的として結成された「晩成社」を率い帯広市を開拓した。開墾に関わる業績から緑綬褒章を受章している。北海道神宮開拓神社の祭神。

## 生い立ち
依田家は甲州武田氏の流れを汲む伊豆国那賀郡大沢村（現：賀茂郡松崎町）の豪農で、勉三は善右衛門の三男として生まれた。もっとも幼くして次男が亡くなったため、戸籍上は次男となっている。幼名を久良之助といい、土屋三余・保科酔月から漢籍を教わる。12歳で母が、後を追うように14歳のときに父が死去し兄の佐二平が後を継ぐ。兄とともに伊豆の松崎町にある土屋三余の私塾「三余塾」に学ぶ。
19歳の時に上京しスコットランド出身でスコットランド一致長老教会の宣教師・医師ヒュー・ワデル（1840年 - 1901年）の英学塾(ワデル塾)に学び後に開拓の同志となる鈴木銃太郎・渡辺勝と知り合う。その後慶應義塾に進み、当時の新知識を吸収。福澤諭吉らの影響もあり、北海道開拓の志を立てたが、胃病と脚気のため2年在学の後中退し郷里に帰る。
明治12年（1879年）に兄・佐二平が提唱した洋学校に渡辺を招き教頭とし1月15日に私立豆陽学校として開校した。この学校は後に郡立中学豆陽学校と名称を変更した後昭和24年（1949年）4月に静岡県立下田北高等学校となる。同校の同窓会は豆陽会を名乗る。
明治12年（1879年）4月に従妹のリクと結婚し、この頃北海道開拓の志を固めた。
明治14年（1881年）に、晩成社の代表発起人として単身北海道に渡る。晩成社は失敗に終わるが、開田事業は成功して、十勝開拓の父と呼ばれた。

## 北海道の調査
明治14年（1881年）8月17日に北海道に渡った勉三は函館から胆振、函館に戻り根室に向かい釧路国・十勝国・日高国の沿岸部を調査し、苫小牧・札幌を経て帰途につく。
明治15年（1882年）には郷里の静岡で佐二平・園・善吾と勉三を発起人に、晩成社を設立し資本金を5万円とした。政府から未開地一万町歩を無償で払い下げを受け開墾しようというのである。学友の鈴木と鈴木の父・鈴木親長と共に横浜港から北海道に向かう。この際に有名な乞食姿の写真を鈴木真一に撮らせている。札幌県庁にて開墾の許可を願い十勝に向かった。7月16日に十勝国河西郡下帯広村（帯広市）を開墾予定地と定め鈴木銃太郎と鈴木親長は帯広に残り勉三は帰国した。その頃の帯広にはアイヌが10戸程と和人が1戸あるのみだった。静岡では渡辺勝が移民の募集をした。
明治16年（1883年）4月に13戸27人が集まり横浜を出港した。4月14日、函館に着いた一行は海陸二手に分かれ帯広に向かい、1ヶ月後の5月14日に帯広に到着した。

## 帯広の開拓

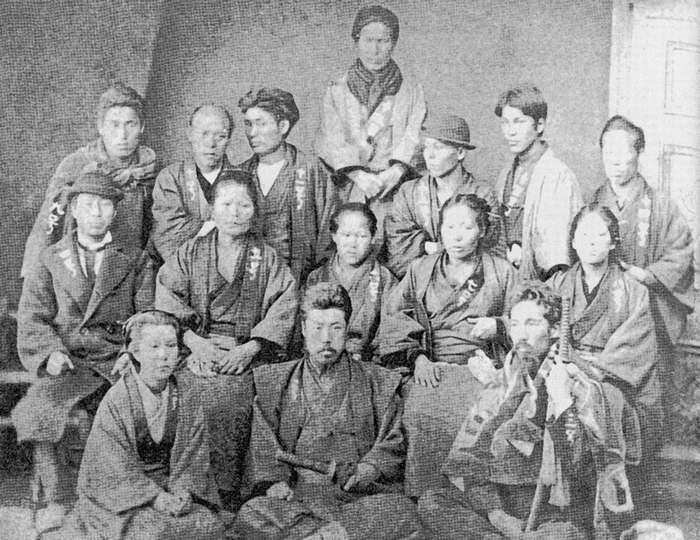
晩成社の一同。1883年。

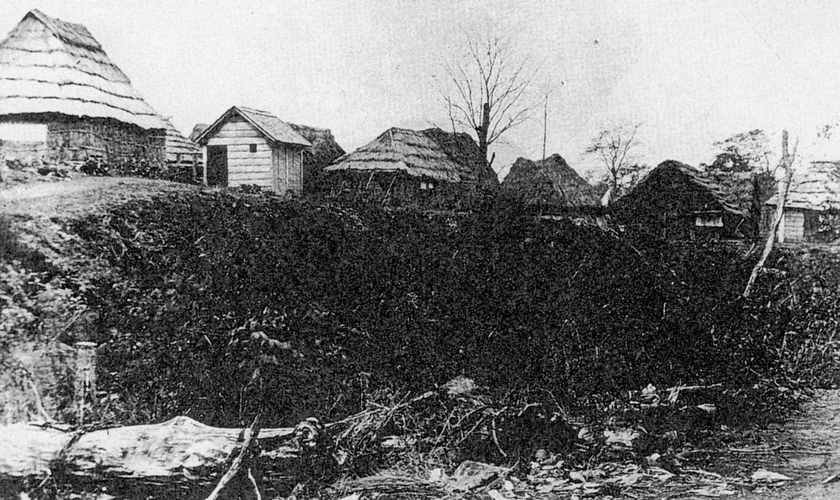
晩成社入植当時の帯広の住居群。

明治16年（1883年）、帯広に入った一行をまず鹿猟の野火が襲い、次にイナゴの大群が襲った。食糧としてアワを蒔き付けするも天候の不順やウサギ・ネズミ・鳥の被害に遭い殆ど収穫できなかった。
明治17年（1884年）もまた、天候が優れず開墾は遅々として進まず、開拓団の間に絶望が広まっていた。勉三は米一年分を大津（現在の豊頃町）に貯蔵したが帯広への輸送が困難な状況であった。食糧不足を打開するため、当縁郡当縁村生花苗（とうべりぐん　とうべりむら　おいかまない、現在の広尾郡大樹町）に主畜農業を経営する。
明治18年（1885年）には農馬を導入し羊・豚を飼育しハム製造を目指した。馬鈴薯澱粉を研究し、農耕の機械化を試みるが何れも上手く行かず、当初の移民は3戸にまで減少した。
明治25年（1892年）頃には状況が漸く好転し食糧は足り、小豆・大豆の収穫も目処がつくようになった。
当初晩成社の設立に当たっては15年で1万町歩の土地を開墾しようとの目標を掲げていたが、目標には遠く及ばず30町歩を開墾するのに10年を要す有様であった。
明治25年（1892年）11月の佐二平・勉三兄弟の叙勲から奮起し晩成社の事業を拡大した。会社組織を合資会社とし社名を晩成合資会社と改める。函館に牛肉店を開業し当別村に畜産会社を作る。帯広には木工場を作り然別村（しかりべつむら　現在の音更町）に牧場を開いた。
明治30年（1897年）に社有地の一部を宅地として開放すると多くの移民が殺到した。
明治35年（1902年）にはバター工場を創業。他にも缶詰工場・練乳工場等もあった。勉三と晩成社が手掛けた事業は何れも現在の十勝・帯広に根付く産業となったが当時晩成社の経営は上手く行かなかった。
大正5年（1916年）に売買（うりかり、今の帯広市南東部）等の農場を売却する事によって晩成社の活動は事実上休止する。
大正14年（1925年）には勉三が中風症に倒れ、9月には勉三の看病をしていた妻が亡くなり、12月12日、勉三は帯広町西2条10丁目の自宅で息を引き取った。享年73。勉三の死後昭和7年（1932年）に晩成合資会社は解散し、翌年の昭和8年（1933年）帯広は北海道で7番目に市制を施行した。勉三は、その死の間際「晩成社には何も残らん。しかし、十勝野には…」と述懐したという。

## 死後
昭和16年（1941年）6月、中島武市によって帯広神社前に銅像が建立された。この銅像は戦時中に金属類回収令によって供された。
昭和26年（1951年）7月に銅像が再建された。
昭和29年（1954年）9月には北海道開拓神社に勉三が合祀される。帯広市の菓子メーカー六花亭が作る｢マルセイバターサンド｣は勉三等の晩成社を記念したものである。
昭和32年（1957年）12月25日、中川郡幕別町に国鉄広尾線の依田駅が新設されたが、昭和62年（1987年）2月2日、広尾線とともに廃止された。
昭和60年（1985年）4月、出身地である松崎町で勉三と土屋・佐二平の3人の偉業を讃え、第1回中川三聖まつりが開催された（以後毎年4月第1日曜日に開催されていたが、コロナの影響を受け35年の歴史に終止符をうった。現在は有志による青空露店市が開催されている）。
平成元年（1989年）に、明治26年（1893年）から大正4年（1915年）頃まで勉三が当縁村生花苗で住んだ住居が復元され「依田勉三翁住居」として大樹町の史跡の一つになっている。
平成14年（2002年）の開基120年を記念して勉三の生涯を綴る映画『新しい風　若き日の依田勉三』が製作され（勉三役は北村一輝）、第38回ヒューストン国際映画祭でグランプリに輝いた。
令和6年(2024年)に、十勝出身の漫画家荒川弘原作のTVアニメ「百姓貴族 2nd Season」25頭目(第25話)「十勝開拓史」が放映され、勉三が紹介された。(勉三役は千葉繁)

## エピソード
- 先述のように、中島武市により帯広市東3条南2丁目に依田勉三像が建立されている[2]。
- 開拓初期は生活が極端に苦しく、客人が豚の餌と勘違いするほどの粗末な食事であった。幹事の渡辺勝が「おちぶれた極度か豚とひとつ鍋」（豚と同じ鍋の食事をする）と惨めな生活を嘆いたとき、勉三は毅然として「開墾のはじめは豚とひとつ鍋」と詠んだと言われる。現在、このエピソードをモチーフにした鍋型のもなか・「ひとつ鍋」が製菓会社の六花亭から発売されている。

## 肖像写真の発見
2025年、依田勉三とともに晩成社を設立した依田善六(依田園)の肖像写真が作家の濱畠太により発見された。。